# Фавињана
Фавињана је насеље у Италији у округу Трапани, региону Сицилија.
Према процени из 2011. у насељу је живело 2438 становника. Насеље се налази на надморској висини од 17 м.

## Становништво
Према резултатима пописа становништва 2011. у општини је живело 4.185 становника.
| 1951. | 1961. | 1971. | 1981. | 1991. | 2001. | 2011. |
| ----- | ----- | ----- | ----- | ----- | ----- | ----- |
| 6.714 | 6.133 | 4.717 | 4.498 | 4.335 | 4.137 | 4.185 |